# FA 여자 챔피언십
FA 여자 챔피언십(영어: FA Women's Championship FA 위민스 챔피언십[*])은 잉글랜드의 2부 여자 축구 리그이다. 11개 팀이 참가하며, 상위 리그로는 FA 여자 슈퍼리그(FA Women's Super League), 하위 리그로는 FA 여자 내셔널리그(FA Women's National League)가 있다. 2014년 잉글랜드 축구 협회에 의해 FA 여자 슈퍼리그2(FA Women's Super League 2, FA WSL 2)라는 이름으로 설립되었으며, 2018년에 지금과 같은 이름으로 바뀌었다.
FA 여자 슈퍼리그는 홈 앤 어웨이 방식의 리그전으로 진행되며 한 팀당 20경기를 치른다. FA 여자 챔피언십에서 가장 높은 성적을 기록한 2개 팀은 FA 여자 슈퍼리그 참가 자격 심사를 통해 승격 여부가 결정된다. 시즌이 종료된 이후에 FA 여자 슈퍼리그 참가 자격을 받지 못한 팀들은 FA 여자 내셔널리그로 강등된다.

## 2019-20 시즌 참가 팀
- 애스턴 빌라 LFC (Aston Villa L.F.C.) - 버밍엄
- 블랙번 로버스 LFC (Blackburn Rovers L.F.C.) - 랭커셔주
- 찰턴 애슬레틱 WFC (Charlton Athletic W.F.C.) - 런던
- 코번트리 유나이티드 LFC (Coventry United L.F.C.) - 코번트리
- 크리스털 팰리스 LFC (Crystal Palace L.F.C.) - 런던
- 더럼 WFC (Durham W.F.C.) - 더럼
- 레스터 시티 WFC (Leicester City W.F.C.) - 레스터
- 루이스 FC 위민 (Lewes F.C. Women) - 루이스
- 런던 비스 (London Bees) - 런던
- 런던 시티 라이어네스 (London City Lionesses) - 다트퍼드
- 셰필드 유나이티드 WFC (Sheffield United W.F.C.) - 셰필드